# C11H11N3O2
化学式C11H11N3O2（摩尔质量：217.22 g/mol）可以指：
- 米伐折醇，CAS号：125472-02-8
- 5-(4-吡啶基)吡唑-3-甲酸乙酯，CAS号：911461-42-2

|  | 这个同类索引页列出了具有相同分子式的化学物（即同分異構體）条目。 除非您是有意链接至本页，否则应将相应条目的内部链接指向正确的条目。 |